# 陸斌 (1987年)
陸斌（1987年5月19日—），出生江苏苏州吴江区莘南村，中国田径短跑运动员，2009年全运会男子百米冠军。

## 外部連結
- 陸斌在的頁面